# 松村弘
松村 弘（まつむら ひろし、1900年（明治33年）1月2日 - 1993年（平成5年）4月5日）は、大日本帝国陸軍軍人。最終階級は陸軍少将。

## 経歴
大分県出身。1921年（大正10年）7月に陸軍士官学校第33期卒業。1927年（昭和2年）12月に陸軍大学校に入学し、1930年（昭和5年）11月に同校第42期卒業。
1939年（昭和14年）12月、関東軍参謀を経て、1941年（昭和16年）8月、陸軍大佐に進む。大東亜戦争に入ると1943年（昭和18年）3月、歩兵第60連隊長に転じ、ビルマの守備に就いた。インパール作戦ではミッション付近まで侵攻したが撤退を余儀なくされた。ついで1944年（昭和19年）11月、陸軍船舶練習部附、1945年（昭和20年）1月、第11方面軍参謀兼東北軍管区参謀、同年4月、陸軍士官学校幹事兼同校教授部長を歴任し、同年6月、陸軍少将に進級した。
1947年（昭和22年）11月28日、公職追放仮指定を受けた。

## 著作
- 『インパール作戦の回顧』六〇会、1969年8月。